# Llista de monuments del Segrià
Llista de monuments del Segrià inclosos en l'Inventari del Patrimoni Arquitectònic Català per la comarca del Segrià. Inclou els inscrits en el Registre de béns culturals d'interès nacional (BCIN) amb la classificació de monuments històrics, els béns culturals d'interès local (BCIL) de caràcter immoble i la resta de béns arquitectònics integrants del patrimoni cultural català.

## Aitona
Vegeu la llista de monuments d'Aitona

## Els Alamús
| Monument                          | Protecció | Estil/època             | Localització                   | Coordenades                                          | Codi?     | Imatge |
| --------------------------------- | --------- | ----------------------- | ------------------------------ | ---------------------------------------------------- | --------- | --- |
| Creu de terme dels Alamús         |           | Renaixement, barroc XVI | Els Alamús Cementiri municipal | 41° 37′ 17″ N, 0° 43′ 50″ E / 41.621505°N,0.730421°E | IPA-269   | Carregueu una nova foto d'aquest monument                                                                                      |
| Església parroquial de Sant Martí | BCIL 2005 | Romànic, barroc XVI     | Els Alamús Pl. de l'Església   | 41° 36′ 59″ N, 0° 44′ 22″ E / 41.616253°N,0.739435°E | IPA-14130 | Església parroquial de Sant Martí (els Alamús) · Vegeu més fotos d'aquest monument · Carregueu una nova foto d'aquest monument |
| Masies Vensilló                   |           | Obra popular XVIII      | Els Alamús Vensilló            | 41° 36′ 07″ N, 0° 47′ 37″ E / 41.602050°N,0.793613°E | IPA-14131 | Carregueu una nova foto d'aquest monument                                                                                      |

## Albatàrrec
| Monument                                                                         | Protecció   | Estil/època                        | Localització                                 | Coordenades                                          | Codi?         | Imatge |
| -------------------------------------------------------------------------------- | ----------- | ---------------------------------- | -------------------------------------------- | ---------------------------------------------------- | ------------- | --- |
| Castell-palau dels Espolters                                                     | BCIN 459-MH | Obra popular, historicisme XVI, XX | Albatàrrec Sant Gregori, 13                  | 41° 34′ 23″ N, 0° 36′ 11″ E / 41.572937°N,0.602955°E | RI-51-0006214 | Castell-palau dels Espolters (Albatàrrec) · Vegeu més fotos d'aquest monument · Carregueu una nova foto d'aquest monument                        |
| Ca la Carme del Bep                                                              |             | Obra popular XX                    | Albatàrrec C. Doctor Robert, 82 (enderrocat) | 41° 34′ 22″ N, 0° 36′ 20″ E / 41.57286°N,0.60551°E   | IPA-14132     | Carregueu una nova foto d'aquest monument |
| Cal Pona, o el Tancat                                                            |             | Obra popular XVIII                 | Albatàrrec C. Nou                            | 41° 34′ 20″ N, 0° 36′ 09″ E / 41.5723°N,0.60255°E    | IPA-14134     | Carregueu una nova foto d'aquest monument |
| Ajuntament                                                                       |             | Obra popular XIX                   | Albatàrrec Pl. Sant Salvador, 23             | 41° 34′ 22″ N, 0° 36′ 15″ E / 41.57277°N,0.60425°E   | IPA-14135     | Ajuntament (Albatàrrec) · Vegeu més fotos d'aquest monument · Carregueu una nova foto d'aquest monument                                          |
| Font de Sant Salvador                                                            |             | Eclecticisme XX                    | Albatàrrec Pl. Sant Salvador                 | 41° 34′ 23″ N, 0° 36′ 15″ E / 41.57312°N,0.60414°E   | IPA-14136     | Font de Sant Salvador (Albatàrrec) · Vegeu més fotos d'aquest monument · Carregueu una nova foto d'aquest monument                               |
| Cal Pitrera                                                                      |             | Obra popular XVI                   | Albatàrrec Pl. Sant Roc, 6                   | 41° 34′ 24″ N, 0° 36′ 11″ E / 41.57321°N,0.60316°E   | IPA-14137     | Cal Pitrera (Albatàrrec) · Vegeu més fotos d'aquest monument · Carregueu una nova foto d'aquest monument                                         |
| Sindicat Agrícola                                                                |             | Noucentisme XX                     | Albatàrrec Pl. Ramon Felip, 8                | 41° 34′ 23″ N, 0° 36′ 17″ E / 41.57306°N,0.60477°E   | IPA-14138     | Sindicat Agrícola (Albatàrrec) · Vegeu més fotos d'aquest monument · Carregueu una nova foto d'aquest monument                                   |
| Església parroquial de la Transfiguració del Senyor, o Església de Sant Salvador |             | Barroc XVIII                       | Albatàrrec C. J. Verdaguer                   | 41° 34′ 22″ N, 0° 36′ 11″ E / 41.57269°N,0.60317°E   | IPA-14139     | Església parroquial de la Transfiguració del Senyor (Albatàrrec) · Vegeu més fotos d'aquest monument · Carregueu una nova foto d'aquest monument |
| Mur d'una masia                                                                  |             | Obra popular                       | Albatàrrec Ctra. CN-230                      | 41° 34′ 13″ N, 0° 35′ 59″ E / 41.570399°N,0.599710°E | IPA-14141     | Carregueu una nova foto d'aquest monument |

## Alcanó
| Monument                         | Protecció   | Estil/època    | Localització            | Coordenades                                          | Codi?         | Imatge |
| -------------------------------- | ----------- | -------------- | ----------------------- | ---------------------------------------------------- | ------------- | --- |
| Castell d'Alcanó                 | BCIN 261-MH | Gòtic XII, XVI | Alcanó Pl. Major, 4     | 41° 28′ 53″ N, 0° 37′ 00″ E / 41.481439°N,0.616712°E | RI-51-0006217 | Castell d'Alcanó · Vegeu més fotos d'aquest monument · Carregueu una nova foto d'aquest monument                          |
| Església parroquial de Sant Pere | BCIL 2012   | Barroc XVIII   | Alcanó Pl. de Sant Pere | 41° 28′ 52″ N, 0° 37′ 03″ E / 41.481120°N,0.617494°E | IPA-14143     | Església parroquial de Sant Pere (Alcanó) · Vegeu més fotos d'aquest monument · Carregueu una nova foto d'aquest monument |

## Alcarràs
Vegeu la llista de monuments d'Alcarràs

## Alcoletge
| Monument                                    | Protecció | Estil/època                | Localització           | Coordenades                                          | Codi?     | Imatge |
| ------------------------------------------- | --------- | -------------------------- | ---------------------- | ---------------------------------------------------- | --------- | --- |
| Cal Pelat                                   |           | Obra popular XVIII         | Alcoletge C. Major, 10 | 41° 38′ 52″ N, 0° 41′ 40″ E / 41.647839°N,0.694446°E | IPA-14155 | Carregueu una nova foto d'aquest monument                                                                                               |
| Església parroquial de Sant Miquel Arcàngel |           | Obra popular, barroc XVIII | Alcoletge C. Major     | 41° 38′ 55″ N, 0° 41′ 39″ E / 41.648654°N,0.694162°E | IPA-14156 | Església parroquial de Sant Miquel Arcàngel (Alcoletge) · Vegeu més fotos d'aquest monument · Carregueu una nova foto d'aquest monument |

## Alfarràs
| Monument                                        | Protecció    | Estil/època                  | Localització                         | Coordenades                                          | Codi?         | Imatge |
| ----------------------------------------------- | ------------ | ---------------------------- | ------------------------------------ | ---------------------------------------------------- | ------------- | --- |
| La Torre, o Torre del Molí                      | BCIN 807-MH  |                              | Alfarràs                             | 41° 49′ 44″ N, 0° 34′ 22″ E / 41.828935°N,0.572767°E | RI-51-0006220 | La Torre (Alfarràs) · Vegeu més fotos d'aquest monument · Carregueu una nova foto d'aquest monument                          |
| Castell d'Alfarràs, Molí d'Alfarràs, el Castell | BCIN 4254-MH | Medieval                     | Alfarràs                             | 41° 49′ 44″ N, 0° 34′ 22″ E / 41.82890°N,0.57288°E   | RI-51-0006219 | Carregueu una nova foto d'aquest monument                                                                                    |
| Nova església parroquial de Sant Pere           |              | Darreres tendències XX       | Alfarràs C. Alexandre Santallusia, 7 | 41° 49′ 46″ N, 0° 34′ 09″ E / 41.829399°N,0.569086°E | IPA-14159     | Carregueu una nova foto d'aquest monument                                                                                    |
| Església vella de Sant Pere                     |              | Romànic, barroc XII          | Alfarràs                             | 41° 49′ 44″ N, 0° 34′ 22″ E / 41.828897°N,0.572915°E | IPA-14160     | Església vella de Sant Pere (Alfarràs) · Vegeu més fotos d'aquest monument · Carregueu una nova foto d'aquest monument       |
| Església de Sant Nicolau d'Andaní               |              | Obra popular, barroc XVII    | Alfarràs Pl. Església, Andaní        | 41° 50′ 27″ N, 0° 34′ 19″ E / 41.840876°N,0.572017°E | IPA-14162     | Església de Sant Nicolau d'Andaní (Alfarràs) · Vegeu més fotos d'aquest monument · Carregueu una nova foto d'aquest monument |
| Fàbrica de la Colònia de Filatures Casals       | BCIL 2016    | Obra popular, modernisme XIX | Alfarràs C. Nou, 13 - av. de Pinyana | 41° 50′ 13″ N, 0° 34′ 09″ E / 41.836879°N,0.569193°E | IPA-14163     | Carregueu una nova foto d'aquest monument                                                                                    |
| Cases de la Colònia de Filatures Casals         |              | Obra popular XIX Final       | Alfarràs C. Nou 109-131 i 95-73      | 41° 50′ 08″ N, 0° 34′ 11″ E / 41.835606°N,0.569687°E | IPA-14164     | Carregueu una nova foto d'aquest monument                                                                                    |
| Pont Vell d'Alfarràs                            | BCIL 2000    | Gòtic XIII                   | Alfarràs                             | 41° 49′ 47″ N, 0° 34′ 40″ E / 41.829623°N,0.577861°E | IPA-14165     | Pont Vell d'Alfarràs · Vegeu més fotos d'aquest monument · Carregueu una nova foto d'aquest monument                         |

## Alfés
| Monument                                                         | Protecció   | Estil/època                   | Localització                               | Coordenades                                          | Codi?         | Imatge |
| ---------------------------------------------------------------- | ----------- | ----------------------------- | ------------------------------------------ | ---------------------------------------------------- | ------------- | --- |
| Vila closa fortificada                                           | BCIN 767-MH | Medieval                      | Alfés                                      | 41° 31′ 21″ N, 0° 37′ 12″ E / 41.522614°N,0.619998°E | RI-51-0006221 | Carregueu una nova foto d'aquest monument                                                                                |
| Castell de Vinfaro                                               | BCIN 808-MH | Obra popular Medieval         | Alfés                                      | 41° 32′ 08″ N, 0° 37′ 47″ E / 41.535608°N,0.629748°E | RI-51-0006222 | Castell de Vinfaro (Alfés) · Vegeu més fotos d'aquest monument · Carregueu una nova foto d'aquest monument               |
| Església parroquial de Sant Pere                                 | BCIL 2001   | Romànic XIV                   | Alfés C. de l'Església                     | 41° 31′ 22″ N, 0° 37′ 14″ E / 41.522753°N,0.620581°E | IPA-14167     | Església parroquial de Sant Pere (Alfés) · Vegeu més fotos d'aquest monument · Carregueu una nova foto d'aquest monument |
| Capella de Sant Salvador, ermita                                 | BCIL 2008   | Obra popular XVIII            | Alfés Camí de Sant Salvador                | 41° 31′ 18″ N, 0° 37′ 28″ E / 41.521572°N,0.624417°E | IPA-14168     | Capella de Sant Salvador (Alfés) · Vegeu més fotos d'aquest monument · Carregueu una nova foto d'aquest monument         |
| Cal Gort, o el Perxe                                             |             | Obra popular XIV              | Alfés C. Bisbe Masot, 2                    | 41° 31′ 19″ N, 0° 37′ 17″ E / 41.522027°N,0.621299°E | IPA-14169     | Carregueu una nova foto d'aquest monument                                                                                |
| Ca l'Almenara                                                    |             | Obra popular XVII             | Alfés C. Verge de Montserrat, 1            | 41° 31′ 19″ N, 0° 37′ 10″ E / 41.521904°N,0.619566°E | IPA-14170     | Carregueu una nova foto d'aquest monument                                                                                |
| Masia de Vinfaro                                                 |             | Obra popular XVIII-XIX        | Alfés Vinfaro                              | 41° 32′ 10″ N, 0° 37′ 51″ E / 41.53609°N,0.63091°E   | IPA-14171     | Carregueu una nova foto d'aquest monument                                                                                |
| Casa de les Doctores                                             | BCIL 2001   | Renaixement, obra popular XVI | Alfés C. Verge de Montserrat, 7, la Vileta | 41° 31′ 19″ N, 0° 37′ 13″ E / 41.522001°N,0.620326°E | IPA-14172     | Casa de les Doctores (Alfés) · Vegeu més fotos d'aquest monument · Carregueu una nova foto d'aquest monument             |
| Cal Rosa, Cal Pitost                                             |             | Obra popular XIX Final        | Alfés C. del Portal, 11                    | 41° 31′ 22″ N, 0° 37′ 16″ E / 41.522654°N,0.621143°E | IPA-14173     | Carregueu una nova foto d'aquest monument                                                                                |
| Conjunt d'instal·lacions de la Guerra Civil a l'Aeròdrom d'Alfés | BCIL 2008   |                               | Alfés                                      | 41° 32′ 59″ N, 0° 39′ 07″ E / 41.549802°N,0.652026°E | IPA-40081     | Carregueu una nova foto d'aquest monument                                                                                |
| Molí d'oli d'Alfés                                               |             | Obra popular XIX-XX           | Alfés Riu de Set                           |                                                      | IPA-43471     | Carregueu una nova foto d'aquest monument                                                                                |
| Molí fariner                                                     |             | Obra popular XIX-XX           | Alfés Riu de Set                           |                                                      | IPA-43472     | Carregueu una nova foto d'aquest monument                                                                                |
| Resclosa Petita riu Set                                          |             | Obra popular XIX-XX           | Alfés Riu de Set                           | 41° 31′ 35″ N, 0° 38′ 00″ E / 41.526509°N,0.633322°E | IPA-43473     | Carregueu una nova foto d'aquest monument                                                                                |
| Resclosa Gran riu Set, peixera gran                              |             | Obra popular XIX-XX           | Alfés Riu de Set                           | 41° 31′ 17″ N, 0° 38′ 43″ E / 41.521501°N,0.645147°E | IPA-43474     | Carregueu una nova foto d'aquest monument                                                                                |

## Alguaire
| Monument                                                                                     | Protecció   | Estil/època                   | Localització                             | Coordenades                                          | Codi?         | Imatge |
| -------------------------------------------------------------------------------------------- | ----------- | ----------------------------- | ---------------------------------------- | ---------------------------------------------------- | ------------- | --- |
| Castell-comanda d'Alguaire, o Monestir de Nostra Senyora d'Alguaire i Sant Joan de Jerusalem | BCIN 769-MH | Obra popular XIII-XVII        | Alguaire Dalt d'un pujol proper al poble | 41° 44′ 12″ N, 0° 34′ 41″ E / 41.736549°N,0.578012°E | RI-51-0006224 | Castell-comanda d'Alguaire · Vegeu més fotos d'aquest monument · Carregueu una nova foto d'aquest monument                      |
| Església parroquial de Sant Sadurní                                                          |             | Barroc XVIII                  | Alguaire Pl. de l'Església               | 41° 44′ 11″ N, 0° 35′ 03″ E / 41.736276°N,0.584247°E | IPA-14175     | Església parroquial de Sant Sadurní (Alguaire) · Vegeu més fotos d'aquest monument · Carregueu una nova foto d'aquest monument  |
| Església de la Mare de Déu del Merli                                                         | BCIL 2010   | Gòtic, obra popular XI, XVIII | Alguaire C. Merli                        | 41° 44′ 19″ N, 0° 34′ 52″ E / 41.738705°N,0.581117°E | IPA-14176     | Església de la Mare de Déu del Merli (Alguaire) · Vegeu més fotos d'aquest monument · Carregueu una nova foto d'aquest monument |
| Escoles                                                                                      |             | Racionalisme XX               | Alguaire C. Merli                        | 41° 44′ 18″ N, 0° 34′ 59″ E / 41.738390°N,0.582981°E | IPA-14177     | Escoles (Alguaire) · Vegeu més fotos d'aquest monument · Carregueu una nova foto d'aquest monument                              |
| Cal Tomanys                                                                                  |             | Noucentisme XX                | Alguaire C. Merli, 2                     | 41° 44′ 18″ N, 0° 34′ 57″ E / 41.738418°N,0.582584°E | IPA-14178     | Cal Tomanys (Alguaire) · Vegeu més fotos d'aquest monument · Carregueu una nova foto d'aquest monument                          |
| Pou de gel                                                                                   |             | Obra popular                  | Alguaire C. del Pou                      | 41° 44′ 14″ N, 0° 35′ 05″ E / 41.737342°N,0.584842°E | IPA-14179     | Pou de gel (Alguaire) · Vegeu més fotos d'aquest monument · Carregueu una nova foto d'aquest monument                           |
| Ermita de Sant Pere de la Mata de Pinyana                                                    |             | Obra popular XIX              | Alguaire La Mata de Pinyana              | 41° 45′ 17″ N, 0° 35′ 14″ E / 41.754668°N,0.587096°E | IPA-14182     | Ermita de la Mata de Pinyana (Alguaire) · Vegeu més fotos d'aquest monument · Carregueu una nova foto d'aquest monument         |
| Habitatges de la Mata de Pinyana                                                             |             | Obra popular XIX              | Alguaire La Mata de Pinyana              | 41° 45′ 12″ N, 0° 35′ 12″ E / 41.753358°N,0.586601°E | IPA-14183     | Habitatges de la Mata (Alguaire) · Vegeu més fotos d'aquest monument · Carregueu una nova foto d'aquest monument                |
| Fàbrica de la Mata de Pinyana                                                                |             | Obra popular XIX              | Alguaire La Mata de Pinyana              | 41° 45′ 21″ N, 0° 35′ 15″ E / 41.755736°N,0.587450°E | IPA-14184     | Fàbrica de la Mata de Pinyana (Alguaire) · Vegeu més fotos d'aquest monument · Carregueu una nova foto d'aquest monument        |

## Almacelles
| Monument                                                                       | Protecció    | Estil/època          | Localització                                                           | Coordenades                                          | Codi?     | Imatge |
| ------------------------------------------------------------------------------ | ------------ | -------------------- | ---------------------------------------------------------------------- | ---------------------------------------------------- | --------- | --- |
| Nucli històric d'Almacelles                                                    | BCIN 4020-CH | Neoclassicisme XVIII | Almacelles C. Major i c. de la Mercè                                   | 41° 43′ 54″ N, 0° 26′ 13″ E / 41.7316°N,0.43686°E    | IPA-14186 | Nucli històric d'Almacelles · Vegeu més fotos d'aquest monument · Carregueu una nova foto d'aquest monument                                    |
| Església parroquial de la Mare de Déu de la Mercè                              | BCIL 2007    | Neoclassicisme XVIII | Almacelles Pl. de la Vila                                              | 41° 43′ 55″ N, 0° 26′ 14″ E / 41.73185°N,0.43731°E   | IPA-14112 | Església parroquial de la Mare de Déu de la Mercè (Almacelles) · Vegeu més fotos d'aquest monument · Carregueu una nova foto d'aquest monument |
| Col·legi Pitàgores                                                             | BCIL 2007    | Modernisme 1919      | Almacelles C. Pitàgores, 2                                             | 41° 44′ 00″ N, 0° 26′ 14″ E / 41.73334°N,0.43711°E   | IPA-14187 | Carregueu una nova foto d'aquest monument |
| Teatre Novedades                                                               | BCIL 2007    | Noucentisme XX       | Almacelles C. Major, 41                                                | 41° 43′ 49″ N, 0° 26′ 19″ E / 41.73024°N,0.43862°E   | IPA-14188 | Teatre Novedades (Almacelles) · Vegeu més fotos d'aquest monument · Carregueu una nova foto d'aquest monument                                  |
| Porxos i edificis de la plaça de la Vila                                       | BCIL 2006    | Obra popular XVIII   | Almacelles Pl. de la Vila, 1 a 5                                       | 41° 43′ 54″ N, 0° 26′ 12″ E / 41.73156°N,0.4368°E    | IPA-14189 | Porxos i edificis de la plaça de la Vila (Almacelles) · Vegeu més fotos d'aquest monument · Carregueu una nova foto d'aquest monument          |
| Cal Franco                                                                     | BCIL 2007    | Obra popular XIX-XX  | Almacelles C. Carme, 25                                                | 41° 43′ 54″ N, 0° 26′ 16″ E / 41.73157°N,0.4379°E    | IPA-14190 | Cal Franco (Almacelles) · Vegeu més fotos d'aquest monument · Carregueu una nova foto d'aquest monument                                        |
| Casa Clara                                                                     | BCIL 2008    | XVIII-XIX            | Almacelles C. de la Mercè, 19                                          | 41° 43′ 57″ N, 0° 26′ 09″ E / 41.732478°N,0.435910°E | IPA-30756 | Casa Clara (Almacelles) · Vegeu més fotos d'aquest monument · Carregueu una nova foto d'aquest monument                                        |
| Castell de la Saida, o Castell de la Saira, Castell del Tossal de la Caperutxa |              | X                    | Almacelles La Saida, sobre un tossal cònic prop del nucli              | 41° 43′ 07″ N, 0° 30′ 28″ E / 41.718653°N,0.507833°E | IPA-30762 | Castell de la Saida (Almacelles) · Vegeu més fotos d'aquest monument · Carregueu una nova foto d'aquest monument                               |
| Creu de terme d'Almacelles                                                     | BCIL 2007    |                      | Almacelles Entrada principal del polígon industrial del Pla de la Creu | 41° 43′ 05″ N, 0° 27′ 01″ E / 41.71798°N,0.45025°E   | IPA-30766 | Creu de terme d'Almacelles · Vegeu més fotos d'aquest monument · Carregueu una nova foto d'aquest monument                                     |
| Casa Coscollar                                                                 | BCIL 2007    |                      | Almacelles Pl. Fortuny, 2                                              | 41° 43′ 53″ N, 0° 26′ 23″ E / 41.73132°N,0.43967°E   | IPA-45055 | Carregueu una nova foto d'aquest monument |
| Cal Metge                                                                      | BCIL 2007    |                      | Almacelles C. Sant Isidre, 9                                           | 41° 43′ 50″ N, 0° 26′ 23″ E / 41.73054°N,0.43978°E   | IPA-45056 | Carregueu una nova foto d'aquest monument |
| Ermita de Sant Antoni Abat                                                     | BCIL 2007    | XIX                  | Almacelles C. Major, 148                                               | 41° 43′ 28″ N, 0° 26′ 42″ E / 41.72439°N,0.44495°E   | IPA-45058 | Carregueu una nova foto d'aquest monument |
| Ermita de la Verge de l'Olivar                                                 | BCIL 2007    | XX                   | Almacelles Serra de l'Olivar                                           | 41° 43′ 16″ N, 0° 26′ 20″ E / 41.72106°N,0.43877°E   | IPA-45059 | Carregueu una nova foto d'aquest monument |
| Ermita de Sant Jaume                                                           | BCIL 2007    | XVIII-XIX            | Almacelles C. Major, 3, la Saira                                       | 41° 42′ 59″ N, 0° 30′ 43″ E / 41.71635°N,0.51192°E   | IPA-45060 | Carregueu una nova foto d'aquest monument |
| Mil·liari romà                                                                 | BCIL 2007    | XX                   | Almacelles Pl. de la Vila                                              |                                                      | IPA-45061 | Carregueu una nova foto d'aquest monument |
| Pont de la Clamor Amarga                                                       |              | Obra popular XIX     | Almacelles Sota la via de tren de Lleida a Saragossa                   |                                                      | IPA-46417 | Carregueu una nova foto d'aquest monument |

## Almatret
| Monument                                 | Protecció   | Estil/època         | Localització                                               | Coordenades                                          | Codi?         | Imatge |
| ---------------------------------------- | ----------- | ------------------- | ---------------------------------------------------------- | ---------------------------------------------------- | ------------- | --- |
| Casa de la Torre, o Casa-torre del Comte | BCIN 809-MH | Obra popular        | Almatret                                                   | 41° 18′ 22″ N, 0° 25′ 23″ E / 41.305980°N,0.422961°E | RI-51-0006229 | Casa la Torre (Almatret) · Vegeu més fotos d'aquest monument · Carregueu una nova foto d'aquest monument                      |
| Església parroquial de Sant Miquel       |             | Barroc XVIII        | Almatret Pl. Major, 1                                      | 41° 18′ 20″ N, 0° 25′ 26″ E / 41.305615°N,0.423861°E | IPA-14194     | Església parroquial de Sant Miquel (Almatret) · Vegeu més fotos d'aquest monument · Carregueu una nova foto d'aquest monument |
| Cal Viladrich                            |             | Obra popular XVI    | Almatret C. Major, 24                                      | 41° 18′ 21″ N, 0° 25′ 21″ E / 41.305828°N,0.422515°E | IPA-14195     | Cal Viladrich (Almatret) · Vegeu més fotos d'aquest monument · Carregueu una nova foto d'aquest monument                      |
| La Presó, o Cal Ferrereta                |             | Obra popular XVI    | Almatret C. Major, 22                                      | 41° 18′ 21″ N, 0° 25′ 22″ E / 41.305834°N,0.422783°E | IPA-14196     | La Presó (Almatret) · Vegeu més fotos d'aquest monument · Carregueu una nova foto d'aquest monument                           |
| Pou de la Vila                           |             | Obra popular XVI    | Almatret Granja de Boter, camí de les Planes dels Quadrats | 41° 18′ 35″ N, 0° 25′ 10″ E / 41.30973°N,0.41945°E   | IPA-40245     | Pou de la Vila (Almatret) · Vegeu més fotos d'aquest monument · Carregueu una nova foto d'aquest monument                     |
| Safareigs                                |             | Obra popular XIX-XX | Almatret Al costat del Pou de la Vila                      |                                                      | IPA-40246     | Carregueu una nova foto d'aquest monument                                                                                     |
| La Bassa del Poble                       |             | Obra popular XIX-XX | Almatret Zona dels Horts de la Bassa                       | 41° 18′ 12″ N, 0° 25′ 25″ E / 41.3033°N,0.423628°E   | IPA-43477     | Carregueu una nova foto d'aquest monument                                                                                     |
| Rampa de l'Argue d'Almatret, el Malacate |             | Obra popular XIX-XX | Almatret Barranc de Valldellenes                           |                                                      | IPA-43478     | Carregueu una nova foto d'aquest monument                                                                                     |
| Forns de les Sorts                       |             | Obra popular        | Almatret Camí de les Sorts Noves                           |                                                      | IPA-46408     | Carregueu una nova foto d'aquest monument                                                                                     |
| Bassa d'aigua a les Sorts I              |             | Obra popular        | Almatret Les Sorts, camí de les Sorts Noves                | 41° 18′ 46″ N, 0° 24′ 53″ E / 41.312841°N,0.414805°E | IPA-46411     | Carregueu una nova foto d'aquest monument                                                                                     |
| Bassa d'aigua a les Sorts II             |             | Obra popular        | Almatret Les Sorts, camí de les Sorts Noves                | 41° 18′ 46″ N, 0° 24′ 55″ E / 41.312900°N,0.415206°E | IPA-46416     | Carregueu una nova foto d'aquest monument                                                                                     |
| Molí d'oli                               |             | Obra popular        | Almatret Prop del camí de les Planes dels Quadrats         |                                                      | IPA-46426     | Carregueu una nova foto d'aquest monument                                                                                     |
| Fita de les Tres Províncies              |             | Obra popular        | Almatret Prop del camí de les Planes dels Quadrats         | 41° 16′ 43″ N, 0° 23′ 11″ E / 41.27860°N,0.38652°E   | IPA-50992     | Carregueu una nova foto d'aquest monument                                                                                     |

## Almenar
| Monument                | Protecció   | Estil/època                      | Localització                 | Coordenades                                          | Codi?         | Imatge |
| ----------------------- | ----------- | -------------------------------- | ---------------------------- | ---------------------------------------------------- | ------------- | --- |
| Església de Santa Maria | BCIN 263-MH | Gòtic, barroc XIV-XVI, XVIII-XIX | Almenar Pl. de la Vila       | 41° 47′ 52″ N, 0° 34′ 06″ E / 41.797729°N,0.568398°E | IPA-289       | Església de Santa Maria (Almenar) · Vegeu més fotos d'aquest monument · Carregueu una nova foto d'aquest monument |
| Castell d'Almenar       | BCIN 774-MH | Medieval                         | Almenar                      | 41° 47′ 52″ N, 0° 33′ 55″ E / 41.797775°N,0.565235°E | RI-51-0006230 | Castell d'Almenar · Vegeu més fotos d'aquest monument · Carregueu una nova foto d'aquest monument                 |
| Ajuntament              | BCIL 2007   | Neoclassicisme-romàntic XVII     | Almenar Pl. de la Vila, 1    | 41° 47′ 52″ N, 0° 34′ 03″ E / 41.7979°N,0.5676°E     | IPA-14198     | Ajuntament (Almenar) · Vegeu més fotos d'aquest monument · Carregueu una nova foto d'aquest monument              |
| Ermita de Sant Sebastià |             | Obra popular XVIII               | Almenar C. Sant Sebastià, 12 | 41° 47′ 39″ N, 0° 33′ 56″ E / 41.79409°N,0.56561°E   | IPA-14199     | Ermita de Sant Sebastià (Almenar) · Vegeu més fotos d'aquest monument · Carregueu una nova foto d'aquest monument |
| Cal Joan del Malla      |             | Obra popular                     | Almenar C. Catalunya, 12     | 41° 47′ 49″ N, 0° 33′ 58″ E / 41.79703°N,0.56609°E   | IPA-14202     | Cal Joan del Malla (Almenar) · Vegeu més fotos d'aquest monument · Carregueu una nova foto d'aquest monument      |
| Cal Sorigué             |             | Obra popular XVI                 | Almenar Pl. Montserrat, 1    | 41° 47′ 49″ N, 0° 33′ 57″ E / 41.79703°N,0.56576°E   | IPA-14203     | Cal Sorigué (Almenar) · Vegeu més fotos d'aquest monument · Carregueu una nova foto d'aquest monument             |
| Casa Seró               | BCIL 2007   | Obra popular XVIII               | Almenar C. Major, 3          | 41° 47′ 52″ N, 0° 34′ 02″ E / 41.79776°N,0.56722°E   | IPA-14204     | Casa Seró (Almenar) · Vegeu més fotos d'aquest monument · Carregueu una nova foto d'aquest monument               |
| Cal Pepet               |             | Obra popular XVIII               | Almenar C. del Mig, 1        | 41° 47′ 52″ N, 0° 34′ 03″ E / 41.79778°N,0.56741°E   | IPA-14205     | Cal Pepet (Almenar) · Vegeu més fotos d'aquest monument · Carregueu una nova foto d'aquest monument               |
| Cal Toro                |             | Obra popular XIV, XVII, XIX      | Almenar C. del Mig, 14       | 41° 47′ 52″ N, 0° 34′ 01″ E / 41.79784°N,0.56704°E   | IPA-14206     | Carregueu una nova foto d'aquest monument                                                                         |
| Cal Batlle Vell         |             | Obra popular XVIII               | Almenar C. Solà, 2           | 41° 47′ 51″ N, 0° 34′ 02″ E / 41.79742°N,0.5673°E    | IPA-14208     | Cal Batlle Vell (Almenar) · Vegeu més fotos d'aquest monument · Carregueu una nova foto d'aquest monument         |
| Cal Tonot               |             | Obra popular XIV                 | Almenar C. del Mig, 5        | 41° 47′ 52″ N, 0° 34′ 02″ E / 41.79775°N,0.56712°E   | IPA-14209     | Cal Tonot (Almenar) · Vegeu més fotos d'aquest monument · Carregueu una nova foto d'aquest monument               |
| Dipòsit de l'aigua      |             | Modernisme XX                    | Almenar                      | 41° 47′ 44″ N, 0° 33′ 51″ E / 41.795433°N,0.564210°E | IPA-14210     | Dipòsit de l'aigua (Almenar) · Vegeu més fotos d'aquest monument · Carregueu una nova foto d'aquest monument      |
| Pou de gel              |             | Gòtic, obra popular XIV          | Almenar Afores               |                                                      | IPA-14212     | Pou de gel (Almenar) · Vegeu més fotos d'aquest monument · Carregueu una nova foto d'aquest monument              |
| Creu de terme           |             | Gòtic XV                         | Almenar Pl. Soldevila        | 41° 47′ 49″ N, 0° 34′ 05″ E / 41.79692°N,0.5681°E    | IPA-30884     | Creu de terme (Almenar) · Vegeu més fotos d'aquest monument · Carregueu una nova foto d'aquest monument           |
| El Molí                 |             | Obra popular                     | Almenar                      | 41° 47′ 50″ N, 0° 35′ 12″ E / 41.79723°N,0.58655°E   | IPA-30885     | Molí (Almenar) · Vegeu més fotos d'aquest monument · Carregueu una nova foto d'aquest monument                    |
| Coma de la Font         |             | Obra popular                     | Almenar                      |                                                      | IPA-30886     | Carregueu una nova foto d'aquest monument                                                                         |

## Alpicat
| Monument                             | Protecció | Estil/època         | Localització                                                | Coordenades                                        | Codi?     | Imatge |
| ------------------------------------ | --------- | ------------------- | ----------------------------------------------------------- | -------------------------------------------------- | --------- | --- |
| Església parroquial de Sant Bartomeu |           | Barroc XVIII        | Alpicat Pl. de l'Església                                   | 41° 39′ 59″ N, 0° 33′ 19″ E / 41.66648°N,0.55532°E | IPA-14217 | Església parroquial de Sant Bartomeu (Alpicat) · Vegeu més fotos d'aquest monument · Carregueu una nova foto d'aquest monument |
| Cal Negre                            |           | Obra popular XVI    | Alpicat Pl. de l'Església, 4                                | 41° 40′ 00″ N, 0° 33′ 19″ E / 41.66665°N,0.5552°E  | IPA-14219 | Cal Negre (Alpicat) · Vegeu més fotos d'aquest monument · Carregueu una nova foto d'aquest monument                            |
| Molí fariner, Molí de Canet          |           | Obra popular XIX-XX | Alpicat Séquia del Cap                                      | 41° 40′ 00″ N, 0° 34′ 57″ E / 41.66653°N,0.58252°E | IPA-43482 | Carregueu una nova foto d'aquest monument                                                                                      |
| Fita del Pla de les Tres Fites       |           | Obra popular        | Alpicat Entre els termes d'Alpicat, Rosselló i Torrefarrera | 41° 41′ 26″ N, 0° 34′ 12″ E / 41.69057°N,0.56989°E | IPA-50993 | Carregueu una nova foto d'aquest monument                                                                                      |

## Artesa de Lleida
Vegeu la llista de monuments d'Artesa de Lleida

## Aspa
| Monument                                                  | Protecció   | Estil/època              | Localització          | Coordenades                                          | Codi?         | Imatge |
| --------------------------------------------------------- | ----------- | ------------------------ | --------------------- | ---------------------------------------------------- | ------------- | --- |
| Castell-Palau d'Aspa                                      | BCIN 490-MH | Gòtic XII-XV, XVI        | Aspa C. Major         | 41° 29′ 50″ N, 0° 40′ 15″ E / 41.497135°N,0.670931°E | RI-51-0006256 | Castell Palau d'Aspa · Vegeu més fotos d'aquest monument · Carregueu una nova foto d'aquest monument                     |
| Església parroquial de Sant Julià                         |             | Barroc XVIII             | Aspa Pl. Vella, 14    | 41° 29′ 45″ N, 0° 40′ 20″ E / 41.495712°N,0.672088°E | IPA-14228     | Església parroquial de Sant Julià (Aspa) · Vegeu més fotos d'aquest monument · Carregueu una nova foto d'aquest monument |
| Ermita de Sant Sebastià                                   |             | Obra popular XVII        | Aspa C. Sant Sebastià | 41° 29′ 40″ N, 0° 40′ 28″ E / 41.494343°N,0.674542°E | IPA-14229     | Carregueu una nova foto d'aquest monument                                                                                |
| Cal Florensa                                              |             | Barroc, obra popular XVI | Aspa C. Major, 6      | 41° 29′ 46″ N, 0° 40′ 20″ E / 41.496003°N,0.672221°E | IPA-14230     | Carregueu una nova foto d'aquest monument                                                                                |
| Molí fariner, Molí del So de l'Horta, del Monné o del Xon |             | Obra popular             | Aspa Riu de Set       |                                                      | IPA-43484     | Carregueu una nova foto d'aquest monument                                                                                |
| Sitges de la Bassa Bona                                   |             | Obra popular             | Aspa                  | 41° 29′ 27″ N, 0° 40′ 30″ E / 41.490795°N,0.675005°E | IPA-51002     | Carregueu una nova foto d'aquest monument                                                                                |

## Benavent de Segrià
| Monument                         | Protecció | Estil/època      | Localització                       | Coordenades                                          | Codi?     | Imatge |
| -------------------------------- | --------- | ---------------- | ---------------------------------- | ---------------------------------------------------- | --------- | --- |
| Església parroquial de Sant Joan |           | Barroc XVIII-XIX | Benavent de Segrià Pl. del Castell | 41° 41′ 45″ N, 0° 37′ 58″ E / 41.695740°N,0.632728°E | IPA-14231 | Església parroquial de Sant Joan (Benavent de Segrià) · Vegeu més fotos d'aquest monument · Carregueu una nova foto d'aquest monument |

## Corbins
| Monument                              | Protecció   | Estil/època         | Localització                  | Coordenades                                          | Codi?         | Imatge |
| ------------------------------------- | ----------- | ------------------- | ----------------------------- | ---------------------------------------------------- | ------------- | --- |
| Castell de Corbins, o la Presó        | BCIN 702-MH | XII                 | Corbins                       | 41° 41′ 33″ N, 0° 41′ 42″ E / 41.692487°N,0.695019°E | RI-51-0006316 | Castell de Corbins · Vegeu més fotos d'aquest monument · Carregueu una nova foto d'aquest monument                          |
| Església parroquial de Sant Jaume     |             | Barroc              | Corbins Pl. de l'Església     | 41° 41′ 31″ N, 0° 41′ 48″ E / 41.691840°N,0.696540°E | IPA-14234     | Església parroquial de Sant Jaume (Corbins) · Vegeu més fotos d'aquest monument · Carregueu una nova foto d'aquest monument |
| Cal Quirra                            |             | Obra popular XVIII  | Corbins C. la Creu, 1         | 41° 41′ 30″ N, 0° 41′ 46″ E / 41.691668°N,0.695982°E | IPA-14235     | Carregueu una nova foto d'aquest monument                                                                                   |
| Lo Castell                            |             | Obra popular XVII   | Corbins C. del Castell, 18    | 41° 41′ 33″ N, 0° 41′ 40″ E / 41.692402°N,0.694513°E | IPA-14236     | Lo Castell (Corbins) · Vegeu més fotos d'aquest monument · Carregueu una nova foto d'aquest monument                        |
| Cal Flaret                            |             | Obra popular XVIII  | Corbins C. del Riu, 6         | 41° 41′ 25″ N, 0° 41′ 50″ E / 41.690390°N,0.697089°E | IPA-14237     | Carregueu una nova foto d'aquest monument                                                                                   |
| Cal Maciano                           |             | Noucentisme XX      | Corbins C. Major, 12          | 41° 41′ 29″ N, 0° 41′ 49″ E / 41.691483°N,0.696917°E | IPA-14238     | Carregueu una nova foto d'aquest monument                                                                                   |
| Molí de Picabaix o Granja de Picabaix |             | Obra popular XIX-XX | Corbins Ctra. C-12 km 147-148 | 41° 39′ 33″ N, 0° 39′ 38″ E / 41.659162°N,0.660446°E | IPA-14439     | Carregueu una nova foto d'aquest monument                                                                                   |
| Pont de Corbins                       |             | Darreres tendències | Corbins Camí de Torrelameo    | 41° 41′ 34″ N, 0° 41′ 55″ E / 41.692722°N,0.698515°E | IPA-14241     | Pont de Corbins · Vegeu més fotos d'aquest monument · Carregueu una nova foto d'aquest monument                             |
| La Teuleria, Rajoleria de Corbins     |             | Obra popular        | Corbins Ctra. LV-9224b        | 41° 41′ 02″ N, 0° 40′ 56″ E / 41.68399°N,0.68225°E   | IPA-43487     | Carregueu una nova foto d'aquest monument                                                                                   |

## Gimenells i el Pla de la Font
| Monument                                          | Protecció   | Estil/època                  | Localització                                           | Coordenades                                          | Codi?         | Imatge |
| ------------------------------------------------- | ----------- | ---------------------------- | ------------------------------------------------------ | ---------------------------------------------------- | ------------- | --- |
| Castell de Gimenells                              | BCIN 758-MH | XII-XIV                      | Gimenells i el Pla de la Font                          | 41° 40′ 37″ N, 0° 23′ 42″ E / 41.676842°N,0.394885°E | RI-51-0006232 | Castell de Gimenells (Gimenells i el Pla de la Font) · Vegeu més fotos d'aquest monument · Carregueu una nova foto d'aquest monument                            |
| Edifici de l'Ajuntament                           |             | Obra popular XX              | Gimenells i el Pla de la Font Pl. Espanya              | 41° 39′ 09″ N, 0° 23′ 22″ E / 41.65248°N,0.38946°E   | IPA-14243     | Edifici de l'Ajuntament (Gimenells i el Pla de la Font) · Modifica el valor a Wikidata · Carregueu una nova foto d'aquest monument                              |
| Església parroquial de la Mare de Déu del Roser   |             | Obra popular XX              | Gimenells i el Pla de la Font Pl. d'Espanya            | 41° 39′ 08″ N, 0° 23′ 23″ E / 41.65227°N,0.38982°E   | IPA-14244     | Església parroquial de la Mare de Déu del Roser (Gimenells i el Pla de la Font) · Vegeu més fotos d'aquest monument · Carregueu una nova foto d'aquest monument |
| Pla de la Font                                    |             | XX                           | Gimenells i el Pla de la Font                          | 41° 41′ 14″ N, 0° 21′ 10″ E / 41.68733°N,0.35283°E   | IPA-14245     | Pla de la Font (Gimenells i el Pla de la Font) · Modifica el valor a Wikidata · Carregueu una nova foto d'aquest monument                                       |
| Habitatges d'una colònia agrària, les Cases Noves |             | Racionalisme tardà 1965-1968 | Gimenells i el Pla de la Font Santa Maria de Gimenells | 41° 39′ 30″ N, 0° 24′ 27″ E / 41.65828°N,0.40743°E   | IPA-46442     | Carregueu una nova foto d'aquest monument |
| Poble de Gimenells                                |             | Racionalisme 1945            | Gimenells i el Pla de la Font Poblat de Gimenells      | 41° 39′ 08″ N, 0° 23′ 22″ E / 41.6523°N,0.3895°E     | IPA-46446     | Poble de Gimenells (Gimenells i el Pla de la Font) · Vegeu més fotos d'aquest monument · Carregueu una nova foto d'aquest monument                              |

## La Granja d'Escarp
| Monument                                    | Protecció | Estil/època                      | Localització                                       | Coordenades                                          | Codi?     | Imatge |
| ------------------------------------------- | --------- | -------------------------------- | -------------------------------------------------- | ---------------------------------------------------- | --------- | --- |
| Església parroquial de Sant Jaume Apòstol   |           | Obra popular, barroc XVIII       | La Granja d'Escarp P. de la Creu                   | 41° 25′ 08″ N, 0° 21′ 09″ E / 41.418976°N,0.352602°E | IPA-14247 | Església parroquial de Sant Jaume Apòstol (la Granja d'Escarp) · Vegeu més fotos d'aquest monument · Carregueu una nova foto d'aquest monument |
| Ca l'Ojover                                 |           | Obra popular                     | La Granja d'Escarp C. de Lleida, 9                 | 41° 25′ 08″ N, 0° 21′ 09″ E / 41.418956°N,0.352381°E | IPA-14248 | Carregueu una nova foto d'aquest monument |
| Ermita de Sant Jaume                        | BCIL 2001 | Barroc, obra popular XVII, XVIII | La Granja d'Escarp A 2 km al sud del nucli         | 41° 24′ 23″ N, 0° 20′ 26″ E / 41.4064°N,0.340565°E   | IPA-19831 | Ermita de Sant Jaume (la Granja d'Escarp) · Vegeu més fotos d'aquest monument · Carregueu una nova foto d'aquest monument                      |
| Quatre forns de calç, Forns de la Mina      |           | Obra popular XIX-XX              | La Granja d'Escarp Mina les Cases                  | 41° 23′ 58″ N, 0° 19′ 49″ E / 41.39932°N,0.33020°E   | IPA-43488 | Carregueu una nova foto d'aquest monument |
| Tres forns de calç                          |           | Obra popular XIV-XX              | La Granja d'Escarp Mina les Cases, Racó del Cintet |                                                      | IPA-43489 | Carregueu una nova foto d'aquest monument |
| Tres forns de calç, Forns del Molí          |           | Obra popular XIX-XX              | La Granja d'Escarp Camí vell de Seròs              |                                                      | IPA-43490 | Carregueu una nova foto d'aquest monument |
| Molí fariner de la Granja, lo Molí, lo Salt |           | Obra popular XIX-XX              | La Granja d'Escarp Séquia del Molí                 | 41° 25′ 28″ N, 0° 21′ 55″ E / 41.42438°N,0.36526°E   | IPA-43491 | Carregueu una nova foto d'aquest monument |
| La Teuleria, Teuleria de la Grallera        |           | Obra popular XIX-XX              | La Granja d'Escarp Barranc de la Grallera          |                                                      | IPA-43492 | Carregueu una nova foto d'aquest monument |
| Teuleria, Teuleria de los Plans             |           | Obra popular XIX-XX              | La Granja d'Escarp Los Plans                       |                                                      | IPA-43493 | Carregueu una nova foto d'aquest monument |

## Llardecans
Vegeu la llista de monuments de Llardecans

## Lleida
Vegeu la llista de monuments de Lleida

## Maials
Vegeu la llista de monuments de Maials

## Massalcoreig
| Monument                             | Protecció | Estil/època                      | Localització                                      | Coordenades                                          | Codi?     | Imatge |
| ------------------------------------ | --------- | -------------------------------- | ------------------------------------------------- | ---------------------------------------------------- | --------- | --- |
| Església parroquial de Sant Bartomeu |           | Barroc XVIII                     | Massalcoreig Pl. Església - c. Major              | 41° 27′ 33″ N, 0° 21′ 34″ E / 41.459121°N,0.359326°E | IPA-14637 | Carregueu una nova foto d'aquest monument                                                                       |
| Casa Rot                             |           | Obra popular XVII                | Massalcoreig C. Major, 25                         | 41° 27′ 31″ N, 0° 21′ 32″ E / 41.458731°N,0.358923°E | IPA-14638 | Carregueu una nova foto d'aquest monument                                                                       |
| Carrer Major                         |           | Obra popular, renaixement XVII   | Massalcoreig C. Major                             | 41° 27′ 32″ N, 0° 21′ 32″ E / 41.458854°N,0.358882°E | IPA-14639 | Carregueu una nova foto d'aquest monument                                                                       |
| Convent d'Escarp                     |           | Barroc, obra popular XVIII Final | Massalcoreig Ctra. Granja d'Escarp - Massalcoreig | 41° 25′ 52″ N, 0° 21′ 20″ E / 41.431091°N,0.355419°E | IPA-14640 | Convent d'Escarp (Massalcoreig) · Vegeu més fotos d'aquest monument · Carregueu una nova foto d'aquest monument |

## Montoliu de Lleida
| Monument                                             | Protecció | Estil/època     | Localització                         | Coordenades                                          | Codi?     | Imatge |
| ---------------------------------------------------- | --------- | --------------- | ------------------------------------ | ---------------------------------------------------- | --------- | --- |
| Església parroquial de la Nativitat de Maria         | BCIL 2003 | Barroc XVIII    | Montoliu de Lleida Pl. de l'Església | 41° 33′ 38″ N, 0° 35′ 24″ E / 41.560451°N,0.590032°E | IPA-14642 | Església parroquial de la Nativitat de Maria (Montoliu de Lleida) · Vegeu més fotos d'aquest monument · Carregueu una nova foto d'aquest monument |
| Escoles velles i antic ajuntament, o ajuntament vell | BCIL 2004 | Obra popular XX | Montoliu de Lleida C. Orient, 3      | 41° 33′ 38″ N, 0° 35′ 27″ E / 41.560611°N,0.590794°E | IPA-14643 | Escoles velles i antic ajuntament (Montoliu de Lleida) · Vegeu més fotos d'aquest monument · Carregueu una nova foto d'aquest monument            |
| Ca la Pubilla                                        | BCIL 2007 |                 | Montoliu de Lleida C. Major, 6       | 41° 33′ 38″ N, 0° 35′ 22″ E / 41.56045°N,0.58957°E   | IPA-31546 | Carregueu una nova foto d'aquest monument |
| Edifici al carrer Major, 15                          | BCIL 2008 |                 | Montoliu de Lleida C. Major, 15      | 41° 33′ 36″ N, 0° 35′ 22″ E / 41.56011°N,0.58940°E   | IPA-31644 | Carregueu una nova foto d'aquest monument |
| Teuleria Tonino                                      |           |                 | Montoliu de Lleida Ctra. C-230a      | 41° 33′ 54″ N, 0° 35′ 15″ E / 41.56488°N,0.58748°E   | IPA-31685 | Carregueu una nova foto d'aquest monument |
| Fumera de l'antic Molí d'Oli                         |           |                 | Montoliu de Lleida Ctra. C-230a      | 41° 33′ 52″ N, 0° 35′ 14″ E / 41.56450°N,0.58712°E   | IPA-31694 | Carregueu una nova foto d'aquest monument |

## La Portella
| Monument                           | Protecció    | Estil/època                          | Localització                  | Coordenades                                          | Codi?         | Imatge |
| ---------------------------------- | ------------ | ------------------------------------ | ----------------------------- | ---------------------------------------------------- | ------------- | --- |
| Castell de Corregó                 | BCIN 1305-MH |                                      | La Portella Corregó           | 41° 42′ 51″ N, 0° 39′ 11″ E / 41.714263°N,0.653017°E | RI-51-0006446 | Carregueu una nova foto d'aquest monument                                                                                      |
| Església parroquial de Sant Pere   | BCIL 2011    | Renaixement, obra popular XVI, XVIII | La Portella Pl. Església      | 41° 44′ 19″ N, 0° 38′ 26″ E / 41.738501°N,0.640510°E | IPA-14645     | Església parroquial de Sant Pere (la Portella) · Vegeu més fotos d'aquest monument · Carregueu una nova foto d'aquest monument |
| Capella de Corregó                 |              | Historicisme XX                      | La Portella Masia de Corregó  | 41° 42′ 52″ N, 0° 39′ 10″ E / 41.714422°N,0.652734°E | IPA-14647     | Carregueu una nova foto d'aquest monument                                                                                      |
| Cabana                             |              | Obra popular                         | La Portella Corregó           | 41° 43′ 18″ N, 0° 39′ 31″ E / 41.721528°N,0.658507°E | IPA-14648     | Carregueu una nova foto d'aquest monument                                                                                      |
| Habitatge al carrer de la Creu, 19 |              | Historicisme XIX                     | La Portella C. de la Creu, 19 | 41° 44′ 22″ N, 0° 38′ 25″ E / 41.739315°N,0.640281°E | IPA-14649     | Carregueu una nova foto d'aquest monument                                                                                      |

## Puigverd de Lleida
| Monument                              | Protecció | Estil/època         | Localització                               | Coordenades                                          | Codi?     | Imatge |
| ------------------------------------- | --------- | ------------------- | ------------------------------------------ | ---------------------------------------------------- | --------- | --- |
| Plaça de Catalunya, o plaça del Carbó |           | Obra popular        | Puigverd de Lleida Pl. del Carbó           | 41° 32′ 37″ N, 0° 43′ 59″ E / 41.543725°N,0.733149°E | IPA-14623 | Carregueu una nova foto d'aquest monument                                                                                             |
| Carrer de Dalt                        |           | Obra popular        | Puigverd de Lleida C. de Dalt              | 41° 32′ 37″ N, 0° 43′ 58″ E / 41.54367°N,0.73284°E   | IPA-14624 | Carregueu una nova foto d'aquest monument                                                                                             |
| Casa de la Vila de Puigverd de Lleida | BCIL 2018 | Obra popular XIX-XX | Puigverd de Lleida Pl. Major               | 41° 32′ 36″ N, 0° 43′ 59″ E / 41.543461°N,0.733191°E | IPA-14625 | Carregueu una nova foto d'aquest monument                                                                                             |
| Església parroquial de Sant Pere      |           | Barroc XVIII        | Puigverd de Lleida Pl. Major               | 41° 32′ 35″ N, 0° 43′ 57″ E / 41.543174°N,0.732593°E | IPA-14626 | Església parroquial de Sant Pere (Puigverd de Lleida) · Vegeu més fotos d'aquest monument · Carregueu una nova foto d'aquest monument |
| Pou de la Vila                        |           | Obra popular XVIII  | Puigverd de Lleida Piscines                |                                                      | IPA-14650 | Carregueu una nova foto d'aquest monument                                                                                             |
| Dipòsit circular d'aigua potable      | BCIL 2015 | Obra popular XIX    | Puigverd de Lleida Peu del turó de la Pena | 41° 33′ 48″ N, 0° 44′ 24″ E / 41.56333°N,0.73994°E   | IPA-42674 | Carregueu una nova foto d'aquest monument                                                                                             |
| Cementiri Vell de Puigverd de Lleida  | BCIL 2016 | Obra popular XIX    | Puigverd de Lleida Paratge Argilés         |                                                      | IPA-45041 | Carregueu una nova foto d'aquest monument                                                                                             |

## Rosselló
| Monument                                         | Protecció | Estil/època                | Localització                                                | Coordenades                                          | Codi?     | Imatge |
| ------------------------------------------------ | --------- | -------------------------- | ----------------------------------------------------------- | ---------------------------------------------------- | --------- | --- |
| Església de Sant Pere Ad Vincula                 | BCIL 2011 | Obra popular, barroc XVIII | Rosselló (Segrià) Pl. de l'Església                         | 41° 41′ 34″ N, 0° 35′ 50″ E / 41.692760°N,0.597088°E | IPA-14629 | Església de Sant Pere Ad Vincula (Rosselló) · Vegeu més fotos d'aquest monument · Carregueu una nova foto d'aquest monument |
| Conjunt de la colònia tèxtil Alkanís             | BCIL 2008 | Obra popular               | Rosselló (Segrià) Colònia tèxtil d'Alcanís                  | 41° 42′ 13″ N, 0° 36′ 17″ E / 41.703626°N,0.604730°E | IPA-36721 | Carregueu una nova foto d'aquest monument                                                                                   |
| Molí d'en Serra                                  |           | Obra popular XIX-XX        | Rosselló (Segrià) La Serra, cantó canal de Pinyana          | 41° 41′ 12″ N, 0° 36′ 38″ E / 41.68653°N,0.61055°E   | IPA-43504 | Carregueu una nova foto d'aquest monument                                                                                   |
| Molí d'Escuer, Molí fariner d'Escuer o d'Alkanís |           | Obra popular XIX-XX        | Rosselló (Segrià) Colònia d'Alcanís, cantó canal de Pinyana | 41° 42′ 13″ N, 0° 36′ 08″ E / 41.703729°N,0.602101°E | IPA-43505 | Carregueu una nova foto d'aquest monument                                                                                   |
| Sínia, Sínia de Rosselló                         |           | Obra popular XX            | Rosselló (Segrià) Canal de Pinyana, colònia d'Alcanís       | 41° 42′ 10″ N, 0° 35′ 52″ E / 41.70277°N,0.59782°E   | IPA-43506 | Carregueu una nova foto d'aquest monument                                                                                   |

## Sarroca de Lleida
| Monument                                 | Protecció    | Estil/època            | Localització                                  | Coordenades                                          | Codi?         | Imatge |
| ---------------------------------------- | ------------ | ---------------------- | --------------------------------------------- | ---------------------------------------------------- | ------------- | --- |
| Castell de Sarroca                       | BCIN 1549-MH | XIII                   | Sarroca de Lleida                             | 41° 27′ 30″ N, 0° 33′ 46″ E / 41.458459°N,0.562849°E | RI-51-0006480 | Castell de Sarroca (Sarroca de Lleida) · Vegeu més fotos d'aquest monument · Carregueu una nova foto d'aquest monument                 |
| Església parroquial de Santa Maria       |              | Gòtic, renaixement XIV | Sarroca de Lleida Pl. de l'Església, 1        | 41° 27′ 31″ N, 0° 33′ 44″ E / 41.458585°N,0.562123°E | IPA-14633     | Església parroquial de Santa Maria (Sarroca de Lleida) · Vegeu més fotos d'aquest monument · Carregueu una nova foto d'aquest monument |
| Cal Pujol                                |              | Obra popular XVI       | Sarroca de Lleida C. Vilaplana, 10            | 41° 27′ 32″ N, 0° 33′ 42″ E / 41.458864°N,0.561693°E | IPA-14634     | Carregueu una nova foto d'aquest monument                                                                                              |
| Habitatge al carrer Lleida, 10           |              | Noucentisme XX         | Sarroca de Lleida Ctra. de Lleida, 10         | 41° 27′ 34″ N, 0° 33′ 37″ E / 41.459399°N,0.560401°E | IPA-14635     | Carregueu una nova foto d'aquest monument                                                                                              |
| Cal Vilaplana                            |              | Obra popular XVI       | Sarroca de Lleida C. Vilaplana, 18            | 41° 27′ 32″ N, 0° 33′ 41″ E / 41.458766°N,0.561350°E | IPA-14651     | Carregueu una nova foto d'aquest monument                                                                                              |
| Casa Comantergo                          |              | Noucentisme XX         | Sarroca de Lleida C. de Lleida, 19 - pl. Nova | 41° 27′ 35″ N, 0° 33′ 39″ E / 41.459765°N,0.560925°E | IPA-14652     | Carregueu una nova foto d'aquest monument                                                                                              |
| Cal Josep del Pelat                      |              | Obra popular XVIII     | Sarroca de Lleida C. Vilaplana, 38            | 41° 27′ 30″ N, 0° 33′ 38″ E / 41.458432°N,0.560653°E | IPA-14653     | Carregueu una nova foto d'aquest monument                                                                                              |
| Divuit forns de calç                     |              | Obra popular XIX-XX    | Sarroca de Lleida Vall dels Forns             |                                                      | IPA-43507     | Carregueu una nova foto d'aquest monument                                                                                              |
| Forn de la Creu, Forn de calç de la Creu |              | Obra popular XIX-XX    | Sarroca de Lleida La Creu, Margendona         |                                                      | IPA-43508     | Carregueu una nova foto d'aquest monument                                                                                              |
| Forn de calç                             |              | Obra popular XIX-XX    | Sarroca de Lleida Vall dels Forns             |                                                      | IPA-43509     | Carregueu una nova foto d'aquest monument                                                                                              |
| Forns de calç de Sarroca                 |              | Obra popular XIX-XX    | Sarroca de Lleida Tossal del Petxango         |                                                      | IPA-43510     | Carregueu una nova foto d'aquest monument                                                                                              |

## Seròs
| Monument                                                                                       | Protecció    | Estil/època                       | Localització                                        | Coordenades                                          | Codi?         | Imatge |
| ---------------------------------------------------------------------------------------------- | ------------ | --------------------------------- | --------------------------------------------------- | ---------------------------------------------------- | ------------- | --- |
| Basílica paleocristiana del Bovalar                                                            | BCIN 210-MH  | Paleocristià/tardo-romà IV        | Seròs                                               | 41° 27′ 19″ N, 0° 25′ 37″ E / 41.455182°N,0.426957°E | RI-51-0004357 | Basílica paleocristiana del Bovalar (Seròs) · Vegeu més fotos d'aquest monument · Carregueu una nova foto d'aquest monument                   |
| Torre dels Moros, o Torre d'Algorfa                                                            | BCIN 1560-MH | Romà                              | Seròs Torre d'Antoni Violí                          | 41° 26′ 35″ N, 0° 22′ 58″ E / 41.443024°N,0.382658°E | RI-51-0006482 | Carregueu una nova foto d'aquest monument |
| Casal palau dels Marquesos d'Aitona, o Palau dels Montcada, Palau dels Marquesos de Medinaceli | BCIN 1561-MH | Renaixement XVI-XVII              | Seròs Pl. Mestre Viladegut, 8                       | 41° 27′ 47″ N, 0° 24′ 33″ E / 41.463160°N,0.409226°E | RI-51-0006483 | Casal palau dels Marquesos d'Aitona (Seròs) · Vegeu més fotos d'aquest monument · Carregueu una nova foto d'aquest monument                   |
| Església parroquial de la Nativitat de Nostra Senyora                                          | BCIL 2015    | Barroc XVIII                      | Seròs C. Lavilla, 1                                 | 41° 27′ 49″ N, 0° 24′ 38″ E / 41.463474°N,0.410469°E | IPA-14655     | Església parroquial de la Nativitat de Nostra Senyora (Seròs) · Vegeu més fotos d'aquest monument · Carregueu una nova foto d'aquest monument |
| Cal Gaspar Ivars, Cal Brou                                                                     | BCIL 2015    | Obra popular XVI-XVII             | Seròs Pl. Mestre Viladegut, 6                       | 41° 27′ 46″ N, 0° 24′ 34″ E / 41.462906°N,0.409339°E | IPA-14656     | Cal Gaspar Ivars (Seròs) · Vegeu més fotos d'aquest monument · Carregueu una nova foto d'aquest monument                                      |
| Casal d'Isabel Daura                                                                           |              | Obra popular XVI                  | Seròs Pl. Mestre Viladegut, 5                       | 41° 27′ 47″ N, 0° 24′ 34″ E / 41.462949°N,0.409419°E | IPA-14657     | Carregueu una nova foto d'aquest monument |
| Cal Coletor                                                                                    |              | Obra popular XVIII                | Seròs C. Arrabal de la Segla, 9-11                  | 41° 27′ 45″ N, 0° 24′ 42″ E / 41.462563°N,0.411607°E | IPA-14658     | Carregueu una nova foto d'aquest monument |
| Sindicat Catòlic                                                                               |              | Modernisme XX                     | Seròs C. del Mestre                                 |                                                      | IPA-14659     | Carregueu una nova foto d'aquest monument |
| Porxos de Ventura                                                                              |              | Obra popular                      | Seròs C. Major, 14                                  | 41° 27′ 47″ N, 0° 24′ 38″ E / 41.463017°N,0.410461°E | IPA-14660     | Carregueu una nova foto d'aquest monument |
| Edifici la Botiga                                                                              |              | Obra popular                      | Seròs Part alta del poble                           |                                                      | IPA-14661     | Carregueu una nova foto d'aquest monument |
| Monestir de la Mare de Déu dels Àngels d'Avinganya                                             | BCIL 2015    | Gòtic, renaixement XI, XIII, XVII | Seròs Ctra. a la Granja d'Escarp                    | 41° 26′ 57″ N, 0° 23′ 23″ E / 41.449287°N,0.389858°E | IPA-14663     | Monestir de la Mare de Déu dels Àngels d'Avinganya (Seròs) · Vegeu més fotos d'aquest monument · Carregueu una nova foto d'aquest monument    |
| Torre d'Escarrega, Torre de Vellanes                                                           | BCIL 2015    | Obra popular XIV                  | Seròs Partida d'Escarrega, vora el camí de Vellanes | 41° 21′ 30″ N, 0° 28′ 14″ E / 41.358272°N,0.470443°E | IPA-37057     | Carregueu una nova foto d'aquest monument |
| Molí d'en Roca, Molí del Riu                                                                   |              | Obra popular XIX-XX               | Seròs Cantó riu Segre, ctra. C-45 km 14             | 41° 27′ 12″ N, 0° 25′ 20″ E / 41.45325°N,0.42227°E   | IPA-43511     | Carregueu una nova foto d'aquest monument |
| Molí Fariner, Molí del Poble                                                                   |              | Obra popular XIX-XX               | Seròs C. del Molí, al final                         | 41° 27′ 38″ N, 0° 24′ 39″ E / 41.46066°N,0.41073°E   | IPA-43512     | Carregueu una nova foto d'aquest monument |
| Sant Domingo de Valldemóra, Ermita de Valldemóra                                               |              | Obra popular XIX-XX               | Seròs                                               | 41° 25′ 37″ N, 0° 25′ 43″ E / 41.42685°N,0.42861°E   | IPA-43513     | Carregueu una nova foto d'aquest monument |

## Soses
| Monument                            | Protecció    | Estil/època              | Localització        | Coordenades                                          | Codi?         | Imatge |
| ----------------------------------- | ------------ | ------------------------ | ------------------- | ---------------------------------------------------- | ------------- | --- |
| Castell de Gebut                    | BCIN 1580-MH | XI                       | Soses               | 41° 30′ 49″ N, 0° 28′ 21″ E / 41.513727°N,0.472400°E | RI-51-0006490 | Castell de Gebut (Soses) · Vegeu més fotos d'aquest monument · Carregueu una nova foto d'aquest monument                    |
| Església parroquial de Sant Llorenç | BCIL 2004    | Gòtic, barroc XVI, XVIII | Soses Pl. Església  | 41° 32′ 00″ N, 0° 29′ 15″ E / 41.533275°N,0.487418°E | IPA-29494     | Església parroquial de Sant Llorenç (Soses) · Vegeu més fotos d'aquest monument · Carregueu una nova foto d'aquest monument |
| Cal Massot                          |              | Obra popular XVIII       | Soses C. Portal, 34 | 41° 32′ 03″ N, 0° 29′ 17″ E / 41.534194°N,0.487975°E | IPA-29495     | Carregueu una nova foto d'aquest monument                                                                                   |
| Ermita de Sant Miquel               |              | Darreres tendències      | Soses               | 41° 32′ 37″ N, 0° 29′ 36″ E / 41.543607°N,0.493266°E | IPA-30950     | Ermita de Sant Miquel (Soses) · Vegeu més fotos d'aquest monument · Carregueu una nova foto d'aquest monument               |

## Sudanell
| Monument                         | Protecció | Estil/època            | Localització                                  | Coordenades                                        | Codi?     | Imatge |
| -------------------------------- | --------- | ---------------------- | --------------------------------------------- | -------------------------------------------------- | --------- | --- |
| Ca l'Elvireta                    |           | Obra popular XVI       | Sudanell C. Major, 4                          | 41° 33′ 28″ N, 0° 34′ 03″ E / 41.55781°N,0.56761°E | IPA-14664 | Ca l'Elvireta (Sudanell) · Vegeu més fotos d'aquest monument · Carregueu una nova foto d'aquest monument                    |
| Cal Mallorca                     |           | Obra popular XVIII     | Sudanell C. Sant Pere, 13                     | 41° 33′ 26″ N, 0° 34′ 00″ E / 41.55732°N,0.56679°E | IPA-14665 | Cal Mallorca (Sudanell) · Vegeu més fotos d'aquest monument · Carregueu una nova foto d'aquest monument                     |
| Cal Patet                        |           | Obra popular XV, XVIII | Sudanell Pl. Ajuntament, 10                   | 41° 33′ 27″ N, 0° 34′ 02″ E / 41.55751°N,0.56729°E | IPA-14666 | Cal Patet (Sudanell) · Vegeu més fotos d'aquest monument · Carregueu una nova foto d'aquest monument                        |
| Sala de Reunió i Ball            |           | Obra popular XX        | Sudanell C. Verge del Rosari, 2               | 41° 33′ 26″ N, 0° 33′ 58″ E / 41.55709°N,0.56601°E | IPA-14667 | Carregueu una nova foto d'aquest monument                                                                                   |
| Església parroquial de Sant Pere |           | Barroc XVIII           | Sudanell Pl. Ajuntament                       | 41° 33′ 24″ N, 0° 34′ 00″ E / 41.55676°N,0.56654°E | IPA-14668 | Església parroquial de Sant Pere (Sudanell) · Vegeu més fotos d'aquest monument · Carregueu una nova foto d'aquest monument |
| Pont de les Cinc Boqueres        |           | Obra popular XX Inici  | Sudanell Afores de la vila, al canal de Serós | 41° 33′ 08″ N, 0° 34′ 53″ E / 41.55217°N,0.58151°E | IPA-36781 | Pont de les Cinc Boqueres (Sudanell) · Vegeu més fotos d'aquest monument · Carregueu una nova foto d'aquest monument        |
| Molí i séquia de les Torres      |           | Obra popular           | Sudanell                                      |                                                    | IPA-50943 | Carregueu una nova foto d'aquest monument                                                                                   |

## Sunyer
| Monument                                   | Protecció    | Estil/època               | Localització                     | Coordenades                                         | Codi?     | Imatge |
| ------------------------------------------ | ------------ | ------------------------- | -------------------------------- | --------------------------------------------------- | --------- | --- |
| Castell de Sunyer                          | BCIN 3998-MH | XII                       | Sunyer                           | 41° 31′ 26″ N, 0° 35′ 31″ E / 41.52395°N,0.592079°E | IPA-37134 | Carregueu una nova foto d'aquest monument                                                                                           |
| Església de la Nativitat de la Mare de Déu | BCIL 2000    | Romànic, barroc XI, XVIII | Sunyer Pl. de la Constitució, 16 | 41° 31′ 23″ N, 0° 35′ 34″ E / 41.52294°N,0.5927°E   | IPA-14671 | Església de la Nativitat de la Mare de Déu (Sunyer) · Vegeu més fotos d'aquest monument · Carregueu una nova foto d'aquest monument |
| Cal Gort                                   |              | Obra popular XVI          | Sunyer C. Major, 12              | 41° 31′ 25″ N, 0° 35′ 29″ E / 41.52369°N,0.59135°E  | IPA-14672 | Cal Gort (Sunyer) · Vegeu més fotos d'aquest monument · Carregueu una nova foto d'aquest monument                                   |
| Cal Veià                                   |              | Obra popular XVI          | Sunyer C. Major, 11              | 41° 31′ 26″ N, 0° 35′ 29″ E / 41.52386°N,0.59144°E  | IPA-14673 | Cal Veià (Sunyer) · Vegeu més fotos d'aquest monument · Carregueu una nova foto d'aquest monument                                   |

## Torrebesses
| Monument                            | Protecció    | Estil/època                          | Localització                                                | Coordenades                                          | Codi?         | Imatge |
| ----------------------------------- | ------------ | ------------------------------------ | ----------------------------------------------------------- | ---------------------------------------------------- | ------------- | --- |
| Església de Sant Salvador           | BCIN 402-MH  | Romànic, gòtic XII, XIV              | Torrebesses                                                 | 41° 25′ 40″ N, 0° 35′ 41″ E / 41.427666°N,0.594711°E | RI-51-0011221 | Església de Sant Salvador (Torrebesses) · Vegeu més fotos d'aquest monument · Carregueu una nova foto d'aquest monument |
| Castell-palau de Torrebesses        | BCIN 1637-MH | XII-XV, XVIII                        | Torrebesses                                                 | 41° 25′ 37″ N, 0° 35′ 39″ E / 41.426906°N,0.594233°E | RI-51-0006511 | Castell-palau de Torrebesses · Vegeu més fotos d'aquest monument · Carregueu una nova foto d'aquest monument            |
| Cal Gort                            |              | Gòtic-renaixement, barroc XIV, XVIII | Torrebesses C. Toll, 11 - c. Gort                           | 41° 25′ 38″ N, 0° 35′ 42″ E / 41.427293°N,0.595051°E | IPA-14675     | Cal Gort (Torrebesses) · Vegeu més fotos d'aquest monument · Carregueu una nova foto d'aquest monument                  |
| Ca l'Oró                            |              | Obra popular XVI                     | Torrebesses C. Toll, 5                                      | 41° 25′ 39″ N, 0° 35′ 41″ E / 41.427386°N,0.594832°E | IPA-14676     | Ca l'Oró (Torrebesses) · Vegeu més fotos d'aquest monument · Carregueu una nova foto d'aquest monument                  |
| Cal Mussara                         |              | Obra popular XIV                     | Torrebesses C. Toll - c. Forn                               | 41° 25′ 38″ N, 0° 35′ 42″ E / 41.427168°N,0.595076°E | IPA-14677     | Carregueu una nova foto d'aquest monument                                                                               |
| Casal familiar al carrer Nou, 1     |              | Obra popular, gòtic tardà XVI        | Torrebesses C. Nou, 1                                       | 41° 25′ 37″ N, 0° 35′ 41″ E / 41.427011°N,0.594672°E | IPA-14678     | Carregueu una nova foto d'aquest monument                                                                               |
| Església Nova                       |              | Historicisme XIX                     | Torrebesses                                                 | 41° 25′ 35″ N, 0° 35′ 42″ E / 41.426335°N,0.594865°E | IPA-14679     | Església Nova (Torrebesses) · Vegeu més fotos d'aquest monument · Carregueu una nova foto d'aquest monument             |
| Ermita de Sant Roc                  |              | Obra popular XVIII                   | Torrebesses Camí del Grau                                   | 41° 25′ 10″ N, 0° 35′ 42″ E / 41.419324°N,0.594986°E | IPA-14680     | Ermita de Sant Roc (Torrebesses) · Vegeu més fotos d'aquest monument · Carregueu una nova foto d'aquest monument        |
| Forn de calç de la Basseta          |              | Obra popular XIX-XX                  | Torrebesses La Basseta                                      |                                                      | IPA-43517     | Carregueu una nova foto d'aquest monument                                                                               |
| Molí fariner, Molí del Poble        |              | Obra popular XIX-XX                  | Torrebesses Segla de la Vall, ctra. LV-7004                 |                                                      | IPA-43520     | Carregueu una nova foto d'aquest monument                                                                               |
| Molí fariner de Siscars             |              | Obra popular XIX-XX                  | Torrebesses Los Siscars                                     |                                                      | IPA-43521     | Carregueu una nova foto d'aquest monument                                                                               |
| Molí fariner de Prats               |              | Obra popular XIX-XX                  | Torrebesses Los Prats, Vall Major, a 200 m de la ctra. C-12 |                                                      | IPA-43522     | Carregueu una nova foto d'aquest monument                                                                               |
| Sínia Molí Nou                      |              | Obra popular XIX-XX                  | Torrebesses                                                 |                                                      | IPA-43523     | Carregueu una nova foto d'aquest monument                                                                               |
| Forn de calç de la Serra dels Graus |              | Obra popular                         | Torrebesses                                                 |                                                      | IPA-50860     | Carregueu una nova foto d'aquest monument                                                                               |

## Torrefarrera
| Monument                             | Protecció    | Estil/època          | Localització                    | Coordenades                                          | Codi?         | Imatge |
| ------------------------------------ | ------------ | -------------------- | ------------------------------- | ---------------------------------------------------- | ------------- | --- |
| Torre Grallera                       | BCIN 1644-MH |                      | Torrefarrera La Grallera        | 41° 41′ 18″ N, 0° 37′ 20″ E / 41.68824°N,0.622164°E  | RI-51-0006512 | Torre Grallera (Torrefarrera) · Vegeu més fotos d'aquest monument · Carregueu una nova foto d'aquest monument                       |
| Cal Serra                            |              | Obra popular XX      | Torrefarrera Ctra. Rosselló, 43 |                                                      | IPA-14681     | Carregueu una nova foto d'aquest monument                                                                                           |
| Lo Sindicat                          |              | Noucentisme XX       | Torrefarrera Pl. Ferreria, 2    | 41° 40′ 22″ N, 0° 36′ 27″ E / 41.672863°N,0.607464°E | IPA-14682     | Carregueu una nova foto d'aquest monument                                                                                           |
| Església parroquial de la Santa Creu | BCIL 2011    | Neoclassicisme XVIII | Torrefarrera C. Major, 28       | 41° 40′ 24″ N, 0° 36′ 26″ E / 41.673332°N,0.607162°E | IPA-14683     | Església parroquial de la Santa Creu (Torrefarrera) · Vegeu més fotos d'aquest monument · Carregueu una nova foto d'aquest monument |
| El Convent, o la Ginesta             |              | Historicisme XIX     | Torrefarrera Afores del poble   | 41° 40′ 18″ N, 0° 36′ 51″ E / 41.671659°N,0.614130°E | IPA-14684     | El Convent (Torrefarrera) · Vegeu més fotos d'aquest monument · Carregueu una nova foto d'aquest monument                           |

## Torres de Segre
| Monument                                                   | Protecció    | Estil/època                  | Localització                                        | Coordenades                                          | Codi?         | Imatge |
| ---------------------------------------------------------- | ------------ | ---------------------------- | --------------------------------------------------- | ---------------------------------------------------- | ------------- | --- |
| Castell de Torres                                          | BCIN 1657-MH | Obra popular Medieval, XVIII | Torres de Segre                                     | 41° 32′ 05″ N, 0° 30′ 42″ E / 41.534626°N,0.511745°E | RI-51-0006522 | Castell de Torres (Torres de Segre) · Vegeu més fotos d'aquest monument · Carregueu una nova foto d'aquest monument                         |
| Església de l'Assumpció de la Mare de Déu                  | BCIL 2003    | Barroc, Neoclassicisme XVIII | Torres de Segre Pl. Església                        | 41° 32′ 07″ N, 0° 30′ 48″ E / 41.535380°N,0.513212°E | IPA-14687     | Església de l'Assumpció de la Mare de Déu (Torres de Segre) · Vegeu més fotos d'aquest monument · Carregueu una nova foto d'aquest monument |
| Ermita de la Mare de Déu de Carrassumada, o de Carassumada | BCIL 2002    | Obra popular XVII            | Torres de Segre                                     | 41° 31′ 14″ N, 0° 32′ 23″ E / 41.520560°N,0.539818°E | IPA-14688     | Ermita de la Mare de Déu de Carrassumada (Torres de Segre) · Vegeu més fotos d'aquest monument · Carregueu una nova foto d'aquest monument  |
| Cal Ribes                                                  |              | Obra popular                 | Torres de Segre C. Bonaire                          |                                                      | IPA-14689     | Carregueu una nova foto d'aquest monument                                                                                                   |
| Habitatge al carrer Major, 2                               |              | Obra popular XVIII           | Torres de Segre C. Major, 2 - pl. Catalunya         | 41° 32′ 04″ N, 0° 30′ 46″ E / 41.534564°N,0.512842°E | IPA-14690     | Carregueu una nova foto d'aquest monument                                                                                                   |
| Cal Ton del Puig                                           |              | Barroc XVIII                 | Torres de Segre C. Major, 1 - pl. Catalunya         | 41° 32′ 05″ N, 0° 30′ 47″ E / 41.534639°N,0.512959°E | IPA-14691     | Carregueu una nova foto d'aquest monument                                                                                                   |
| Molí                                                       |              | Obra popular XVIII           | Torres de Segre C. del Molí                         | 41° 31′ 59″ N, 0° 30′ 33″ E / 41.533083°N,0.509264°E | IPA-14692     | Carregueu una nova foto d'aquest monument                                                                                                   |
| Molí d'Utxesa                                              |              | Obra popular XIX-XX          | Torres de Segre Cantó urbanització El Molí d'Utxesa |                                                      | IPA-43525     | Carregueu una nova foto d'aquest monument                                                                                                   |

## Torre-serona
| Monument                           | Protecció | Estil/època           | Localització                  | Coordenades                                          | Codi?     | Imatge |
| ---------------------------------- | --------- | --------------------- | ----------------------------- | ---------------------------------------------------- | --------- | --- |
| Lo Calvari                         |           | Obra popular Medieval | Torre-serona                  | 41° 40′ 30″ N, 0° 37′ 54″ E / 41.67503°N,0.63164°E   | IPA-14693 | Lo Calvari (Torre-serona) · Vegeu més fotos d'aquest monument · Carregueu una nova foto d'aquest monument                         |
| Creu de terme                      |           |                       | Torre-serona Pl. Doctor Serés | 41° 40′ 19″ N, 0° 37′ 46″ E / 41.671964°N,0.629505°E | IPA-14694 | Creu de terme (Torre-serona) · Vegeu més fotos d'aquest monument · Carregueu una nova foto d'aquest monument                      |
| Ca l'Àngel                         |           | Obra popular XX       | Torre-serona                  | 41° 40′ 20″ N, 0° 37′ 47″ E / 41.672198°N,0.629845°E | IPA-14695 | Carregueu una nova foto d'aquest monument                                                                                         |
| Cal Gabàs                          |           | Obra popular          | Torre-serona C. Major, 21     | 41° 40′ 21″ N, 0° 37′ 50″ E / 41.672621°N,0.630575°E | IPA-14696 | Carregueu una nova foto d'aquest monument                                                                                         |
| Església parroquial de l'Assumpció |           | Obra popular          | Torre-serona C. Major, 25     | 41° 40′ 22″ N, 0° 37′ 50″ E / 41.672695°N,0.630465°E | IPA-14697 | Església parroquial de l'Assumpció (Torre-serona) · Vegeu més fotos d'aquest monument · Carregueu una nova foto d'aquest monument |

## Vilanova de la Barca
| Monument                                             | Protecció | Estil/època                    | Localització                             | Coordenades                                          | Codi?     | Imatge |
| ---------------------------------------------------- | --------- | ------------------------------ | ---------------------------------------- | ---------------------------------------------------- | --------- | --- |
| Antiga església parroquial                           | BCIL 2003 | Romànic, barroc XV             | Vilanova de la Barca                     | 41° 41′ 21″ N, 0° 43′ 34″ E / 41.6892°N,0.72623°E    | IPA-513   | Antiga església parroquial (Vilanova de la Barca) · Vegeu més fotos d'aquest monument · Carregueu una nova foto d'aquest monument |
| Església parroquial de l'Assumpció de la Mare de Déu |           | Monumentalisme academicista XX | Vilanova de la Barca Pl. Nova            | 41° 41′ 28″ N, 0° 43′ 43″ E / 41.691107°N,0.728579°E | IPA-14700 | Carregueu una nova foto d'aquest monument                                                                                         |
| Ajuntament                                           |           | Monumentalisme academicista    | Vilanova de la Barca Pl. Nova, Poble Nou | 41° 41′ 29″ N, 0° 43′ 45″ E / 41.691256°N,0.729174°E | IPA-14701 | Carregueu una nova foto d'aquest monument                                                                                         |

## Vilanova de Segrià
| Monument                             | Protecció | Estil/època        | Localització                               | Coordenades                                          | Codi?     | Imatge |
| ------------------------------------ | --------- | ------------------ | ------------------------------------------ | ---------------------------------------------------- | --------- | --- |
| Església parroquial de Sant Sebastià | BCIL 2001 | Romànic XIII       | Vilanova de Segrià Pl. de l'Església       | 41° 42′ 42″ N, 0° 37′ 13″ E / 41.711557°N,0.620206°E | IPA-14702 | Església parroquial de Sant Sebastià (Vilanova de Segrià) · Vegeu més fotos d'aquest monument · Carregueu una nova foto d'aquest monument |
| Cal Torrelles                        |           | Obra popular XVIII | Vilanova de Segrià C. Major, 25            | 41° 42′ 42″ N, 0° 37′ 11″ E / 41.711601°N,0.619672°E | IPA-14703 | Carregueu una nova foto d'aquest monument                                                                                                 |
| Lo Molinot, Molí fariner de Vilanova |           | Obra popular       | Vilanova de Segrià Séquia Major de Pinyana | 41° 42′ 29″ N, 0° 36′ 41″ E / 41.70808°N,0.61131°E   | IPA-43527 | Carregueu una nova foto d'aquest monument                                                                                                 |